# Tritoniopsis
Tritoniopsis es un género de plantas perennes, bulbosas, oriundas de Sudáfrica. Comprende 24 especies que se incluyen  dentro de la subfamilia Crocoideae de las iridáceas.

## Descripción
La mayoría de las especies que compone este género florecen en verano, cuando las hojas ya están secas. Las flores, actinomorfas a cigomorfas, son usualmente de color rosado o rojo, si bien también hay especies con flores de color blanco, amarillo, marrón o crema. El género presenta dos números cromosómicos básicos, x= 15 y 16.
La biología de la polinización de Tritoniopsis es bastante sorprendente. Hay especies que presentan flores con los tépalos unidos en sus bases formando un tubo corto y de color rosado que son polinizadas por abejas que buscan su néctar. A partir de estos caracteres florales, considerados ancestrales, se han derivado varios modos más especializados de polinización durante la evolución del género. Así, cuatro especies con tubos florales alargados y con perianto bilabiado rosado o rojo son polinizadas por pájaros del género Nectarinia (Passeriformes) o bien por la mariposa Aeropetes tulbaghia. Otras dos especies con flores rosadas con márgenes rojos son polinizadas por moscas del género Prosoeca (Nemestrinidae). Tritoniopsis parviflora, finalmente, se considera única entre las Iridáceas de Sudáfrica, ya que además de presentar néctar azucarado, produce aceite en las flores como recompensa para la abeja Redivia gigas (Melittidae).

## Taxonomía
El género fue descrito por Harriet Margaret Louisa Bolus y publicado en South African Gardening 19: 123. 1929.
Etimología
Tritoniopsis: nombre genérico compuesto que significa "similar al género Tritonia".

## Especies
| - Tritoniopsis antholyza (Poir.) Goldblatt - Tritoniopsis bicolor J.C.Manning & Goldblatt - Tritoniopsis burchellii (N.E.Br.) Goldblatt - Tritoniopsis caffra (Ker Gawl. ex Baker) Goldblatt - Tritoniopsis caledonensis (R.C.Foster) G.J.Lewis - Tritoniopsis dodii (G.J.Lewis) G.J.Lewis - Tritoniopsis elongata (L.Bolus) G.J.Lewis - Tritoniopsis flava J.C.Manning & Goldblatt - Tritoniopsis flexuosa (L.f.) G.J.Lewis - Tritoniopsis intermedia (Baker) Goldblatt - Tritoniopsis lata (L.Bolus) G.J.Lewis - Tritoniopsis latifolia G.J.Lewis - Tritoniopsis lesliei L.Bolus - Tritoniopsis nemorosa (Klatt) G.J.Lewis - Tritoniopsis nervosa (Baker) G.J.Lewis - Tritoniopsis parviflora (Jacq.) G.J.Lewis - Tritoniopsis pulchella G.J.Lewis - Tritoniopsis pulchra (Baker) Goldblatt - Tritoniopsis ramosa (Eckl. ex Klatt) G.J.Lewis - Tritoniopsis revoluta (Burm.f.) Goldblatt - Tritoniopsis toximontana J.C.Manning & Goldblatt - Tritoniopsis triticea (Burm.f.) Goldblatt - Tritoniopsis unguicularis (Lam.) G.J.Lewis - Tritoniopsis williamsiana Goldblatt |